# The Complete Studio Albums (1983 – 2008)
The Complete Studio Albums (1983 – 2008) är en samlingsbox av den amerikanska popartisten Madonna. Den gavs ut av hennes tidigare skivbolag Warner Bros. Records den 26 mars 2012 i samband med hennes tolfte studioalbum MDNA. Boxen innehåller samtliga 11 studioalbum släppta från debuten Madonna (1983) till och med Hard Candy (2008). Omslaget till boxen består av ett collage av de album som ingår, placerat på en guldlåda. Boxen märktes med ett Parental Advisory-klistermärke på grund av att albumen Erotica och American Life fanns med.

## Innehåll
Följande album ingår i boxen:
- Madonna (1983) – 2001 års remastrade version
- Like a Virgin (1984) – 2001 års remastrade version
- True Blue (1986) – 2001 års remastrade version
- Like a Prayer (1989)
- Erotica (1992) – Parental Advisory-version
- Bedtime Stories (1994)
- Ray of Light (1998)
- Music (2000)
- American Life (2003) – Parental Advisory-version
- Confessions on a Dance Floor (2005)
- Hard Candy (2008)

## Listplaceringar
| Lista (2012)   | Högsta position |
| -------------- | --------------- |
| Finland        | 45              |
| Frankrike      | 26              |
| Italien        | 19              |
| Japan          | 9               |
| Mexiko         | 62              |
| Nederländerna  | 48              |
| Schweiz        | 52              |
| Spanien        | 44              |
| Storbritannien | 70              |

## Utgivningshistorik
| Land           | Datum        | Skivbolag    |
| -------------- | ------------ | ------------ |
| Storbritannien | 26 mars 2012 | Warner Bros. |

### Fotnoter
1. 1 2 3 4 5  ”Madonna – The Complete Studio Albums”. Syndicat National de l'Édition Phonographique. LesCharts.com. http://www.lescharts.com/showitem.asp?interpret=Madonna&titel=The+Complete+Studio+Albums+%281983-2008%29&cat=a. Läst 5 augusti 2012.
2. ↑  ”FIMI/GfK Digital Download Music Charts” (på Italian). Federation of the Italian Music Industry. 28 mars 2012. http://www.fimi.it/classifiche_result_artisti.php?anno=2012&mese=03&id=399. Läst 27 mars 2012.
3. ↑  ”【オリコン】マドンナ、洋楽女性初の快挙　アルバム2作同時初登場TOP10” (på japanska). Oricon. 3 april 2012. http://www.oricon.co.jp/news/rankmusic/2009550/. Läst 30 juli 2012.
4. ↑  ”Top 100 México – Los más vendidos” (på spanska). Asociación Mexicana de Productores de Fonogramas y Videogramas. 9 april 2012. Arkiverad från originalet den 22 april 2012. https://www.webcitation.org/677fvQizb?url=http://www.centrodedesarrollodigital.com/amprofon3/Top100.pdf. Läst 9 april 2012.
5. 1 2  Jones, Alan (2012-04-02). "Official Charts Analysis: Madonna sells 56k albums". Music Week. Intent Media. Läst 2012-07-29.